# هجوم (فیلم ۱۳۹۶)
هجوم یک فیلم جنایی به کارگردانی شهرام مکری است. این فیلم در بخش پانورامای شصت و هشتمین جشنوارهٔ بین‌المللی فیلم برلین نمایش یافت و نامزد جایزهٔ تدی شد.

## خلاصه فیلم
داستان «هجوم» دربارهٔ یک قتل است که در یک ورزشگاه اتفاق افتاده. چند مأمور پلیس در حال بررسی این پرونده هستند و با ورود به این ورزشگاه سر نخ‌هایی از این قتل به‌دست می‌آورند. آن‌ها مظنون به قتل را هم همراه خود دارند و کافی‌است که خط سیر وقوع قتل را دریابند اما این برای‌شان کار پیچیده‌ای خواهد بود. دوستان مقتول نمی‌خواهند با پلیس همکاری کنند.

## بازیگران
| بازیگر          | نقش      |
| --------------- | -------- |
| بابک کریمی      | بابک     |
| عبد آبست        | علی      |
| الهه بخشی       | نگار     |
| بهزاد دورانی    | مربی     |
| محمدعلی ساربان  | حمید     |
| پدرام شریفی     | شهروز    |
| مهدی اعتمادسعید | سعید     |
| لوون هفتوان     | انباردار |
| میلاد رحیمی     | مرتضی    |
| فراز مدیری      | صادق     |
| سجاد تابش       | حمید     |

## موسیقی متن
موسیقی متن فیلم هجوم را میلاد موحدی ساخته است. همچنین، تیتراژ پایانی فیلم با ترکیب دو غزل از مولوی، از ساخته‌های میلاد موحدی است با صدای غزل شاکری و احمد شکوری.